# Rosalia lateritia
Rosalia lateritia là một loài bọ cánh cứng trong họ Cerambycidae.